# Campodorus suomi
Campodorus suomi är en stekelart som beskrevs av Dmitriy R. Kasparyan 2006. Campodorus suomi ingår i släktet Campodorus och familjen brokparasitsteklar. Inga underarter finns listade.